# Jorge Adrián Jerez Terriaca
Jorge Adrián Jerez Terriaca (San Miguel de Tucumán, Tucumán; 16 de marzo de 1971) es un exfutbolista argentino, su posición fue defensa y actualmente se encuentra retirado.
Jorge es hermano del también futbolista Miguel Jerez.

## Trayectoria
Sólido defensa argentino que llegó al Atlético Celaya en el Invierno 1998. Fue titular indiscutible de los Toros y ha contribuido al buen juego de los Toros en los últimos torneos.

## Clubes
| Club                   | País      | Año       |
| ---------------------- | --------- | --------- |
| Club Atlético Tucumán  | Argentina | 1991-1996 |
| Club The Strongest     | Bolivia   | 1996      |
| Club Atlético Tucumán  | Argentina | 1997-1998 |
| Atlético Celaya        | México    | 1998-2002 |
| Alianza Lima           | Perú      | 2002      |
| Colibríes de Morelos   | México    | 2003      |
| Club Zacatepec         | México    | 2003      |
| Club Atlético Belgrano | Argentina | 2004-2005 |
| Club Atlético Tucumán  | Argentina | 2005-2006 |